# Ōji
Ōji (王寺町, Ōji-chō) est un bourg du district de Kitakatsuragi, dans la préfecture de Nara, au Japon.

## Géographie

### Situation
Ōji est situé dans le nord-ouest de la préfecture de Nara, au Japon.

### Démographie
Au 28 février 2019, la population d'Ōji était de 24 177 habitants répartis sur une superficie de 7 km2.

### Hydrographie
Le fleuve Yamato constitue les limites nord et ouest d'Ōji.

## Histoire
Le village d'Ōji est officiellement fondé le 1er avril 1889. Il devient un bourg en 1926.

## Transports
Ōji est un nœud ferroviaire desservi par les lignes Yamatoji et Wakayama de la JR West et les lignes Ikoma et Tawaramoto de la Kintetsu. La gare d'Ōji est la principale gare de la ville.